# UFC 231
UFC 231: Holloway vs. Ortega  é um evento de artes marciais mistas que foi realizado pelo Ultimate Fighting Championship no dia 8 de Dezembro de 2018, no Scotiabank Arena em Toronto, Ontario.

## Resultados
Nota 1 Pelo Cinturão Peso Pena do UFC. 

Nota 2 Pelo Cinturão Peso Mosca Feminino Vago do UFC. 

## Bônus da Noite
Os lutadores receberam $50.000 de bônus:
- Luta da Noite:  Max Holloway  vs. Brian Ortega
- Performance da Noite:  Max Holloway e  Thiago Santos